# Lluís Bonnín i Martí
Lluís Bonnín i Martí (Barcelona, 28 d'abril de 1873- Niça, 1964) fou un dibuixant i joier català.
Era fill del argenter Joaquim Bonnín Miró i de Lluïsa Martí tots dos nascuts a Palma. Va néixer al carrer Tapineria, 19 de Barcelona.
Els seus dibuixos, tenen un traç fi i nerviós, el que el converteix en un dels dibuixants més originals del modernisme català. Són molt característiques les trames que feia servir, dibuixant tot de ratlles i punts de tota mena, en una espècie d'horror vacui, possiblement influenciat per la seva tasca com a joier i el domini de punxons i cisells.
Va estudiar art a l'Escola de Llotja mentre aprenia l'ofici de joier a l'obrador familiar. Bonnín era un gran afeccionat a les revistes il·lustrades de París, i li agradava molt l'obra de Lucien Métivet. Fou una de les persones que van participar en la primera exposició d'Els Quatre Gats el 1897. Va dibuixar les il·lustracions del poema Boires Baixes, de Josep Maria Roviralta i va col·laborar amb revistes com Barcelona Còmica, Catalònia, Luz, Hispania i Pèl & Ploma. L'any 1900 se'n va anar a viure a Niça, per a treballar com a joier a l'obrador del taller familiar de la seva dona, després d'haver viatjat per Itàlia. Al fons del MNAC hi ha un dibuix seu, "A mon amich Casellas", dedicat a Raimon Casellas.